# Тејлорсвил (Мисисипи)
Тејлорсвил (енгл. Taylorsville) град је у америчкој савезној држави Мисисипи.

## Демографија
По попису из 2010. године број становника је 1.353, што је 12 (0,9%) становника више него 2000. године.
| Група             | 2000.         | 2010.       |
| Белци             | 1.091 (81,4%) | 984 (72,7%) |
| Афроамериканци    | 238 (17,7%)   | 341 (25,2%) |
| Азијати           | 0 (0,0%)      | 0 (0,0%)    |
| Хиспаноамериканци | 5 (0,4%)      | 22 (1,6%)   |
| Укупно            | 1.341         | 1.353       |